# 百合学院中学校・高等学校
百合学院中学校・高等学校（ゆりがくいんちゅうがっこう・こうとうがっこう）とは、兵庫県尼崎市にあるキリスト教の私立女子校である。高校では大学教員による特別講座を開いている。IE（自己探求）コースではインターンシップを行っている。設置者は学校法人百合学院。

## 学科・コース
- 中学校
- 高等学校:選抜特進コース・特進コース
  - 全日制　普通科

## 沿革
- 1955年 田口芳五郎枢機卿によって創立
- 2005年 創立50周年記念式典を挙行。ウィーン少年合唱団が特別コンサートを行う
- 2006年 創造表現 (CE) コース2年生の4人のチームが、日本テレビ系「ダンス甲子園」全国大会出場

隣接する聖トマス大学は、その前身の英知短期大学を1962年の設立から1970年まで学校法人百合学院が運営しており、後に法人分離されたが同じカトリック系の学校であった。2015年の大学廃止後、隣接する大学の東側を百合学院の母体である「大阪聖ヨゼフ宣教修道女会」が買収し、百合学院の拡張を行うことが検討されている。

## クラブ活動
- 家庭部
- 文芸部
- 美術部
- アンサンブル部
- フォークソング部
- 演劇部
- 書道部
- インターアクト部
- バドミントン部
- バスケットボール部
- 卓球部
- テニス部
- 軟式野球部
- チアダンス部
- 茶道
- 華道
- 声楽
- ピアノ

## 著名な出身者
- 石野真子 - 女優・歌手
- 橋本昌子 - アナウンサー
- 舞羽美海 - 元宝塚歌劇団
- 仙堂花歩 - 元宝塚歌劇団
- 秋奈るい - 宝塚歌劇団
- 咲彩いちご - 宝塚歌劇団
- 乙華菜乃 - 宝塚歌劇団

## 所在地
- 〒661-0974　尼崎市若王寺2丁目18番2号

北緯34度44分57.9秒 東経135度26分23.7秒 / 北緯34.749417度 東経135.439917度
- - 園田駅・尼崎駅から阪神バス（尼崎市内線）11番「百合学院」下車。